# Evrazruda
NV Evrazruda (Russisch: Евразруда, Jevrazroeda) is de mijnbouwdivisie van de Russische Evrazgroep. Tot de divisie behoren de mijnen uit:
- de oblast Kemerovo (Koezbass): bij de plaatsen Tasjtagol (Tasjtagolmijn), Kaz, Sjeregesjkoje en Goerjevsk, de verrijkingssinterfabriek van Abagoer en de concentratorfabriek van Moendybasj;
- Chakassië: de mijnen van Abakan en Versjina Tei;
- het zuiden van de kraj Krasnojarsk: Bolsjaja Irba.

In 2004 werd er 14,1 miljoen ton ruwe erts gedolven door Evrazroeda, waaruit 7,7 miljoen ton concentraat werd verkregen. Daarnaast werd 3,3 miljoen ton agglomeraat en 2,6 miljoen ton kalksteen verkregen. De producten van Evrazroeda zijn vooral bestemd voor het Metallurgisch Kombinaat van West-Siberië en het Metallurgisch Kombinaat van Novokoeznetsk (beiden in de stad Novokoeznetsk).